# Franck Morelle
Pour les articles homonymes, voir Morelle.
Franck Morelle, né le 13 août 1964 à Saint-Aubin-Rivière, est un coureur cycliste français. champion de France sur route amateurs en 1990, il a également terminé troisième du championnat de France professionnel en 1997.

## Palmarès
- 1986
  - Grand Prix de Luneray
- 1987
  - Rouen-Gisors
- 1988
  - Grand Prix de Blangy-sur-Bresle
- 1990
  -  Champion de France sur route amateurs
  - 3ea étape du Ruban granitier breton
  - Tour du Pays des Olonnes
  - 2e de Paris-Bagnoles-de-l'Orne
  - 2e du championnat de Normandie sur route
- 1991
  - Circuit de la Vallée du Bédat
  - 2e étape du Ruban granitier breton
  - Grand Prix de Luneray
  - Grand Prix de Blangy-sur-Bresle
  - 2e de la Boucle de l'Artois
  - 2e de Paris-Rouen
  - 3e du Grand Prix de La Londe-les-Maures
- 1992
  - 4eb étape du Circuit de la Sarthe
  - 2e de la Mi-août bretonne
- 1993
  - 2e du Grand Prix d'Antibes
  - 3e de Paris-Mantes
- 1994
  - 2e de la Boucle de l'Artois
  - 2e du Grand Prix de Luneray
  - 2e de la Pédale d'Or de Ligugé
  - 2e du Circuit des Remparts
- 1995
  - Championnat d'Île-de-France
  - Circuit boussaquin
  - Paris-Chauny
  - Paris-Lisieux
  - 4e étape du Tour de Corrèze
  - 2e étape de la Flèche Charente Limousine
  - 2e du Grand Prix de Monpazier
  - 2e du Grand Prix de Blangy-sur-Bresle
  - 3e du Tour de la Somme
  - 3e du Circuit des Matignon
- 1996
  - Tour de Gironde
  - Pédale d'Or de Ligugé
  - 4e étape des Trois Jours de Cherbourg
  - Tour du Canton de Gentioux
  - 2e de la Ronde de l'Oise
- 1997
  - Paris-Lisieux
  - 4e étape du Tour du Japon
  - 3e étape de la Flèche Charente Limousine
  - 2e de la Flèche finistérienne
  - 2e de la Ronde de l'Oise
  - 2e de Paris-Épernay
  - 3e du championnat de France sur route
  - 3e de la Boucle de l'Artois
- 1999
  - Paris-Chauny
  - 2e du Circuit de Vendée
- 2000
  - 3e étape du Tour de Gironde
  - Grand Prix Michel-Lair